# Walter Stewart, 6. High Steward of Scotland

Wappen des Hauses Stewart

Sir Walter Stewart (* um 1296; † 9. April 1327 in Bathgate) war ein schottischer Adliger.

## Herkunft
Walter Stewart entstammte der schottischen Familie Stewart. Er war der zweite Sohn von James Stewart und dessen Frau Egidia de Burgh. Beim Tod seines Vaters 1309 war er noch minderjährig. Da sein älterer Bruder Andrew bereits gestorben war, erbte er die Besitzungen der Familie in Schottland und das Erbamt des Stewart of Scotland.

## Tätigkeit als Militär
Im Krieg gegen England kommandierte Stewart in der Schlacht von Bannockburn 1314 nominell eines der schottischen Schiltrons, da er aber noch sehr jung und unerfahren war, hatte tatsächlich der erfahrene James Douglas das Kommando. Nach dem schottischen Sieg in der Schlacht wurde er von König Robert I. zum Ritter geschlagen. Im April 1318 spielte er eine wichtige Rolle bei der Eroberung der strategisch wichtigen Grenzstadt Berwick. In der Folge wurde er Kommandant der Garnison der Stadt, die er 1319 erfolgreich gegen ein starkes englisches Heer verteidigte. Anfang 1322 führte er noch einen Raubzug nach Richmondshire, das er nur gegen hohe Lösegeldzahlungen nicht plünderte.

## Vertrauter und Schwiegersohn von Robert I.
Von den beschlagnahmten Ländereien der Familie Comyn, die zu den innenpolitischen Gegnern von Robert I. gehört hatte, erhielt Stewart etwa dreiviertel der Baronie Dalswinton. Eine noch wichtigere Belohnung für seine Dienste, für die Unterstützung seines verstorbenen Vaters und für die lange Freundschaft zwischen den Familien Stewart und Bruce war die Erlaubnis des Königs, 1315 dessen Tochter Marjorie zu heiraten. Sie war zwar einige Jahre älter als er, aber zu diesem Zeitpunkt das einzige Kind des Königs. Marjorie starb 1316, doch sie hatte zuvor einen Sohn geboren. Dieser wurde während eines Parlaments im Dezember 1318 zum Thronerben bestimmt, falls Robert I. ohne männliche Erben sterben sollte. Stewart gehörte inzwischen zusammen mit James Douglas, Thomas Randolph, 1. Earl of Moray und John Menteith zu den engsten Ratgebern und Freunden des Königs. Während des Feldzugs des Königs 1316 nach Irland diente Stewart zusammen mit James Douglas als Warden of Scotland, womit er faktisch als Statthalter des Königs diente. Als führender schottischer Baron besiegelte er 1320 unmittelbar nach den schottischen Earls die Declaration of Arbroath. Er starb unerwartet auf Bathgate Castle, das zur Mitgift seiner ersten Frau gehört hatte, und wurde in der Familienstiftung Paisley Abbey beigesetzt.

## Familie
Mit seiner ersten Frau Marjorie Bruce hatte Stewart einen Sohn:
- Robert Stewart (1316–1390)

Nach dem Tod seiner Frau 1316 heiratete Walter Stewart in zweiter Ehe Isabella, eine Tochter von Sir John Graham. Mit ihr hatte er mindestens drei Kinder: 
- Andrew Stewart
- John Stewart of Ralston
- Egidia Stewart (um 1327–um 1406), ⚭ I) Hugh Eglinton of that Ilk; ⚭ II) 1346 James de Lindsay of Crawford; ⚭ III) James Douglas of Dalkeith

In dritter Ehe heiratete Walter Stewart Alice, Tochter des John Erskine, mit der er eine Tochter hatte:
- Jean Stewart, ⚭ Hugh de Ross, 4. Earl of Ross

Sein Erbe wurde sein ältester Sohn Robert. Da Robert I. noch einen Sohn bekommen hatte, wurde dieser als David II. nach dem Tod des Königs dessen Nachfolger. Nach dem kinderlosen Tod von David II. 1371 erbte jedoch gemäß der Vereinbarung von 1318 Walters Sohn als Robert II. den schottischen Thron.